# Amòmet
Amòmet (en llatí Amometus, en grec antic Ἀμώμητος) fou un escriptor grec de data indeterminada. Va escriure un llibre sobre el poble anomenat Attaci, mencionat per Plini el Vell (Naturalis Historia VI, 17), i un altre titulat Ἀνάπλους ἐκ Μένφεως, segons Antígon de Carist.